# St. Georges (Somerset)
St. Georges est une paroisse civile et un village du Somerset, en Angleterre.